# کالیفرنیا (میسوری)
کالیفرنیا (به انگلیسی: California) یک منطقهٔ مسکونی در ایالات متحده آمریکا است که در شهرستان مونیتو واقع شده‌است. کالیفرنیا ۱۰٫۰۵ کیلومتر مربع مساحت و ۴٬۴۹۸ نفر جمعیت دارد و ۲۷۱٫۸۸ متر بالاتر از سطح دریا واقع شده‌است.